# Curentul Antarctic de Vest
Curentul Antarctic de Vest (numit și „curentul Vânturilor de Vest” sau „curentul Antarctic Circumpolar”) este un curent marin în emisfera sudică condiționat de acțiunea vânturilor de vest. El se deplasează de la vest spre est între aproximativ 40 și 50° latitudine sudică, înconjurând tot Pământul prin traversarea Oceanului Pacific, Atlantic și Indian, apoi se ramifică în curenții reci Benguelei, Australian de Vest și Peruului.

## Sursă
Enciclopedia sovietică moldovenească, Chișinău, 1972, vol. 3, p. 542